# Мария Элеонора Юлих-Клеве-Бергская
Мария Элеонора Юлих-Клеве-Бергская (нем. Marie Eleonore von Jülich-Kleve-Berg; 16 июня 1550, Клеве — 1 июня 1608, Кёнигсберг) — принцесса Юлих-Клеве-Бергская, в замужестве герцогиня Прусская из дома Ламарков. 

## Биография
Мария Элеонора — старшая дочь Вильгельма Богатого от его второго брака с Марией Австрийской. Она родилась 16 июня 1550 года в Клеве. В 1573 году её выдали замуж за герцога Пруссии Альбрехта Фридриха, который ещё с 1572 года начал проявлять признаки душевной болезни, которая была наследственной. Брак был организован советниками герцога, чтобы доказать дееспособность герцога, отец Марии о «психической слабости» жениха вначале не знал. 
В 1592 году Мария отправилась с двумя дочерьми в Юлих, чтобы заявить права старшей из них на наследство отца, поскольку её брат, Иоганн Вильгельм, унаследовавший герцогство Юлих-Клеве-Берг после смерти отца, был бездетным. Одновременно она хотела обеспечить замужество дочерей, желая найти им достойных мужей. В итоге ей удалось выдать старшую дочь за будущего курфюрста Бранденбурга Иоганна Сигизмунда, благодаря чему тот в будущем унаследовал Пруссию и часть Юлиха-Клеве-Берга.

## Брак и дети
Вышла замуж за герцога Пруссии Альбрехта Фридриха. У них родились:
- Анна (1576—1625), замужем за курфюрстом Бранденбурга Иоганном Сигизмундом
- Мария (1579—1649), замужем за маркграфом Кристианом Бранденбург-Байрейтским
- Альбрехт Фридрих (1580)
- София (1582—1610), замужем за герцогом Курляндии Вильгельмом Кеттлером
- Элеонора (1583—1607), замужем за курфюрстом Бранденбурга Иоахимом Фридрихом
- Вильгельм Фридрих (1585—1586)
- Магдалена Сибилла (1586—1659), замужем за курфюрстом Саксонии Иоганном Георгом I.